# Vlag van Tsjetsjenië
Aan de broeking van de vlag van Tsjetsjenië vlag zit een verticale witte streep waarvan de breedte ongeveer 1/8 van de lengte van de vlag is. Het is versierd met een Tsjetsjeens nationale ornament in geel, dat de oude cultuur van het Tsjetsjeense volk symboliseert. De rest van de vlag bestaat uit drie horizontale strepen van groen, wit en rood in een verhouding van ongeveer 4:1:3. Het groen in de vlag staat voor de islam, de belangrijkste godsdienst van de regio.
Deze vlag is in gebruik sinds 22 juni 2004 en wordt vooral gebruikt door de regering van Tsjetsjenië, terwijl oudere vlaggen vooral door de oppositie gebruikt worden.

## Historische vlaggen

### Ten tijde van de Sovjet-Unie

Vlag van 1957 - 1978

Vlag van 1978 - 1991

Tsjetsjenië maakt deel uit van Rusland, dat op zijn beurt tot 1991 de Russische Socialistische Federatieve Sovjetrepubliek binnen de Sovjet-Unie vormde. Ten tijde van de Sovjet-Unie vormde Tsjetsjenië samen met Ingoesjetië de Tsjetsjeens-Ingoesjetische ASSR. Van 1957 tot 1978 gebruikte deze autonome republiek de vlag van de Russische Sovjetrepubliek, met onder het symbool van de hamer en de sikkel de afgekorte naam van de republiek (НГ1АССР in het Tsjetsjeens en Ingoesjetisch; ЧИАССР in het Russisch). In 1978 werden de afkortingen vervangen door de volledige namen: ЧЕЧЕНО-ИНГУШСКАЯ АССР in het Russisch, НОХЧ-Г1АЛГ1АЙН АССР in het Tsjetsjeens en НОХЧ-Г1АЛ1АЙ АССР in het Ingoesjetisch.

### Na het uiteenvallen van de Sovjet-Unie
Na het uiteenvallen van de Sovjet-Unie kwamen er diverse vlaggen in omloop en hun aantal werd nog vergroot door de gewelddadigheden die in Tsjetsjenië plaatsvonden. Twee vlaggen werden het meest gebruikt. Ten eerste die van Itsjkerië (zoals de Tsjetsjenen die onafhankelijkheid claimden hun land noemen). Deze vlag werd gebruikt in de periode dat het land de facto buiten het Russische gezag viel en wordt nog steeds door voorstanders van onafhankelijkheid gebruikt. Ten tweede de Tsjetsjeense vlag, die vooral door pro-Russische mensen en groepen gebruikt werd. Deze vlag was in gebruik tot 2004, toen de huidige vlag werd aangenomen. Beide vlaggen lijken sterk op elkaar. Zij hebben een hoogte-breedteverhouding van 3:5. De horizontale banen verhouden zich tot elkaar in een ratio van (vanaf boven) 4:1:1:1:1.
|  |  |